# Senčna mišica
Senčna mišica (latinsko musculus temporalis) je parna mišica pahljačaste oblike, ki spada v skupino žvečnih mišic. Izvor ima v senčni kotanji in se narašča na sprednji koničasti odrastek spodnje čeljustnice.
Senčna mišica poteza spodnjo čeljustnico navzgor in navzad.
Oživčuje jo živec mandibularis (V3).